# ويليام بابكوك
ويليام بابكوك هو سياسي أمريكي، ولد في 1785 في هينسديل في الولايات المتحدة، وتوفي في 20 أكتوبر 1838 في بن يان في الولايات المتحدة. نشط حزبياً في مناهضة الماسونية. وقد انتخب عضو مجلس النواب الأمريكي ‏.